# تيفادار كوسزتكا

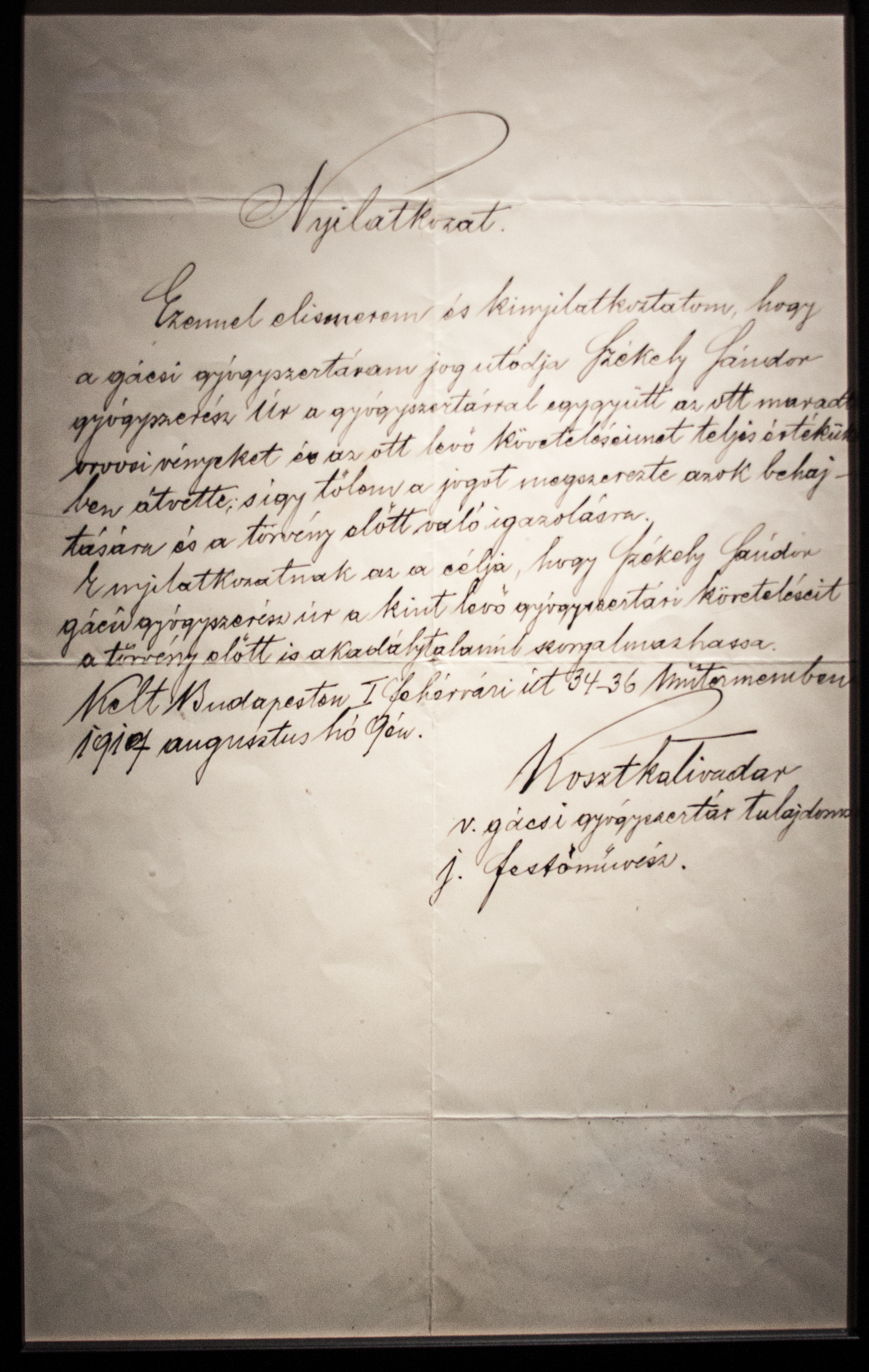
وثيقة خطية من كوسزتكا بشأن نقل الحق في تشغيل صيدليته لشخص أخر.

تيفادار كوسزتكا تشونتفاري (بالمجرية: Tivadar Csontváry Kosztka) (سابينوف، 5 يوليو 1853  - بودابست، 20 يونيو 1919 ) رسام مجري. وصيدليًا معتمدًا، درس القانون أيضًا، لكنه برع في الرسم. كان رسامًا وحيدًا لم يفهمه معاصروه المجريون ولم يدرك أهميته إلا بعد وفاته. كان يعمل في الأصل صيدلانيًا، وترك وظيفته لشعوره وحبه الخاص لفن الرسم فدرس في مدرسة سيمون هولوسي للرسم في ميونيخ. لقد نجت دراساته الفنية الممتازة من هذا الفترة.
سافر بانتظام، ورسم لوحاته الرئيسية في الشرق الأوسط. لقد رسم عددًا قليلاً نسبيًا من الأعمال، حوالي مائة عمل. حظيت معارضه في الخارج (على سبيل المثال، معرضه الخاص في باريس عام 1907) بالثناء بشكل عام، ولكن لم يتم تقديرها كثيرًا في بلده ألام المجر. بسبب أسلوبه الذي أعتبر غريب الأطوار، ومع اقتراب نهاية حياته، أصبحت فضاءات مخيلته الرؤيوية أكثر وضوحًا؛ فسر العديد من المحللين الفنيين لوحاته بالأستعانة بعلم نفس الأمراض. أراد ورثته بيع أعماله، التي اشتراها جيرلوتشي جيديون (مهندس معماري هنغاري) في اللحظة الأخيرة، بسعر مادي بسيط.
ترتبط لوحاته بالحركة التعبيرية أو ما بعد الانطباعية، لكنها لا تنتمي إلى أي اتجاه فني محدد. كان يعتبر نفسه ضمن «رسامي طريق الشمس». ربما كانت أكثر لوحاته شهرة هي لوحة «الحج إلى شجرة الأرز في لبنان» (1907) المتحف الوطني المجري. بعد فترة طويلة من وفاته، جعله معرضه للوحاته في سيكشفهيرفار في عام 1963 يتمتع بشعبية. نادرًا ما تتغير أعماله، وقد تم الاحتفاظ بسجل المزاد مقابل 240 مليون فورنت عام 2012 من خلال بيع رسمه بعنوان «منظر طبيعي تراوي عند غروب الشمس». أول ملخص رئيسي لحياته هو عمل للكاتب لاجوس نيميث الأكاديمي والذي كتب سيرة حياة الفنان، نُشر في عام 1964.

## حياته

### شبابه
ولد في 5 يوليو 1853 ، في أقاليم سلوفاكيا، مسقط رأس فنسنت فان جوخ، ولكن لا يمكن اعتباره معاصرًا، حيث لم يعد فان جوخ على قيد الحياة عندما بدأ عصر كوسزتكا. والده «د. لازلو كوستا» هو صيدلي، بصفته عضوًا محترمًا للغاية في المجتمع المحلي، بالإضافة إلى مهنته، قام أيضًا بالعديد من المهام الإدارية لتنفيذ القانون مثل العمل كنقيب للشرطة وكانت والدته «فرانسيسكا هيزلماير» من داروك. كان لكوسزتكا بالفعل خصائصه الغريبة تمامًا عن الظروف العامة للمجتمع الهنغارية في ذلك الوقت، فقد تجنب جميع أشكال الكحول والتدخين، وفي أوقات فراغه أجرى تجارب الألعاب النارية على الألعاب النارية والصواريخ الصغيرة؛ لذلك كان من النوع الهواة الذي لم يكن شائعًا «في الخارج» قبل «الحرب العالمية الاولى» على أي حال. كانت والدته فرانسيسكا هيزلماير من داروك، مقاطعة أونغ.
بدأ كوسزتكا دراسته الابتدائية في مسقط رأسه. من وسيطه باللغتين السلوفاكية والألمانية، أرسله والديه إلى أقاربهم في السهل العظيم لتعلم اللغة الهنغارية بشكل مثالي. في عام 1863 ، شب حريق في جزء كبير من المدينة. بينما كان والدها ينظم عملية مكافحة الحرائق، أصبحت أخت بيلا ضحية للحريق. من خريف عام 1863 حضر مدرسة بياريست الثانوية في سابينوف، حيث أكمل أول فصلين. لقد تجنب المدرسة كثيرًا، مفضلاً التجول في الطبيعة واللعب مع الحشرات والفراشات ونقاري الخشب والنحل. في هذه الأثناء، أصبح صديقًا لمدير مدرسة القواعد، فينس ريهاك، الذي كان عاشقًا كبيرًا للطبيعة ومتذوقًا ممتازًا للفن. يقول كوسزتكا «لم يتركني أبدًا أثناء جولاته اليومية، أثناء المشي، تطورت فكرة إنشاء متحف للألعاب الرياضية في سابينوف، بدءًا من مجموعة التاريخ الطبيعي. جمعنا كل شيء بالحب، وعرفنا أسماء كل شيء بدقة».
بسبب دوره في الثورة المجرية 1848 ، أُجبر والده على مغادرة سابينوف مع عائلته في عام 1865. انتقلوا إلى أقارب زوجته، حيث بدأ رب الأسرة في الزراعة والصيد. التحق الأطفال بالمدرسة الثانوية الملكية في أوزهورود. ترك الديانة الرومانية الكاثوليكية عام 1873. في عام 1874 التحق بالجامعة في بودابست، حيث تخصصت مواده في الصيدلة والكيمياء وعلم المعادن والجيولوجيا وعلم البلورات. في عام 1876 عمل كمتطوع في الجيش، بينما كان يدرس أيضًا في كلية الحقوق بالجامعة في العاصمة. خلال الطوفان العظيم لسيجد عام 1879 ، تطوع من أجل عمليات الإنقاذ. وأقترح تربية دودة القز لتحسين الوضع المالي للبلاد، لكن هذا المقترح لم يتم تناوله من قبل أي وزارة.

### حياته المهنية
بدأت مسيرة كوسزتكا الرائعة بطريقة غريبة. أولاً حصل على دبلوم في الصيدلة عام 1875 ، ثم عمل صيدليًا في ليفيتسا وإيجلو وأوسييك. عرفه الجميع بكونه غريب الأطوار قليلاً، لكنه كان هادئًا ويعمل بجد. في 13 أكتوبر 1880 ، في ظهيرة خريفية دافئة، جلس للراحة أمام باب الصيدلية لمدة دقيقة، وبدأ برسم عربة ثور واقفة أمام الصيدلية على ظهر بطاقة وصفة طبية. وعند رؤية الرسم، هتف مدير الصيدلية «العجوز حسن النية»، «لقد ولدت أنت رسامًا بنفسك!» ثم سمع كوسزتكا صوتًا: «ستكون أعظم رسام شمس في العالم.»
في عام 1881 سافر إلى روما، وزار صالات العرض في الفاتيكان، ودرس لوحات رفائيل، من بين أمور أخرى، ولكن وفقًا لاعترافه الخاص، لم يكن مفتونًا جدًا بـ "الروح الأجنبية ولا يعكس الواقع" الرسم. على النقيض من الطبيعة ". كان هنا أن نضجت مهنيته أخيرًا، وكذلك جزء من رحلاته وأعماله الرئيسية اللاحقة.
في عام 1883 ذهب إلى باريس للقاء الرسام ميهالي مونكاتسي، الذي كان في الخارج في ذلك الوقت. عاد إلى المنزل في وقت سابق من هذا العام وعمل في صيدلية. أراد أن يفتح صيدليته الخاصة في جاكس، وحصل على تصريح في عام 1884. عمل كطبيب صيدلاني لسنوات للحصول على ما يكفي من المال للرحلات لاستكشاف «الدافع» الكبير. تعلم الرسم بانتظام فقط من سن 41. في 1894 كان تلميذًا لسيمون هولوسي في ميونيخ لمدة نصف عام، ثم من عام 1895 واصل تعليمه في كارلسروه،  ودوسلدورف وباريس.

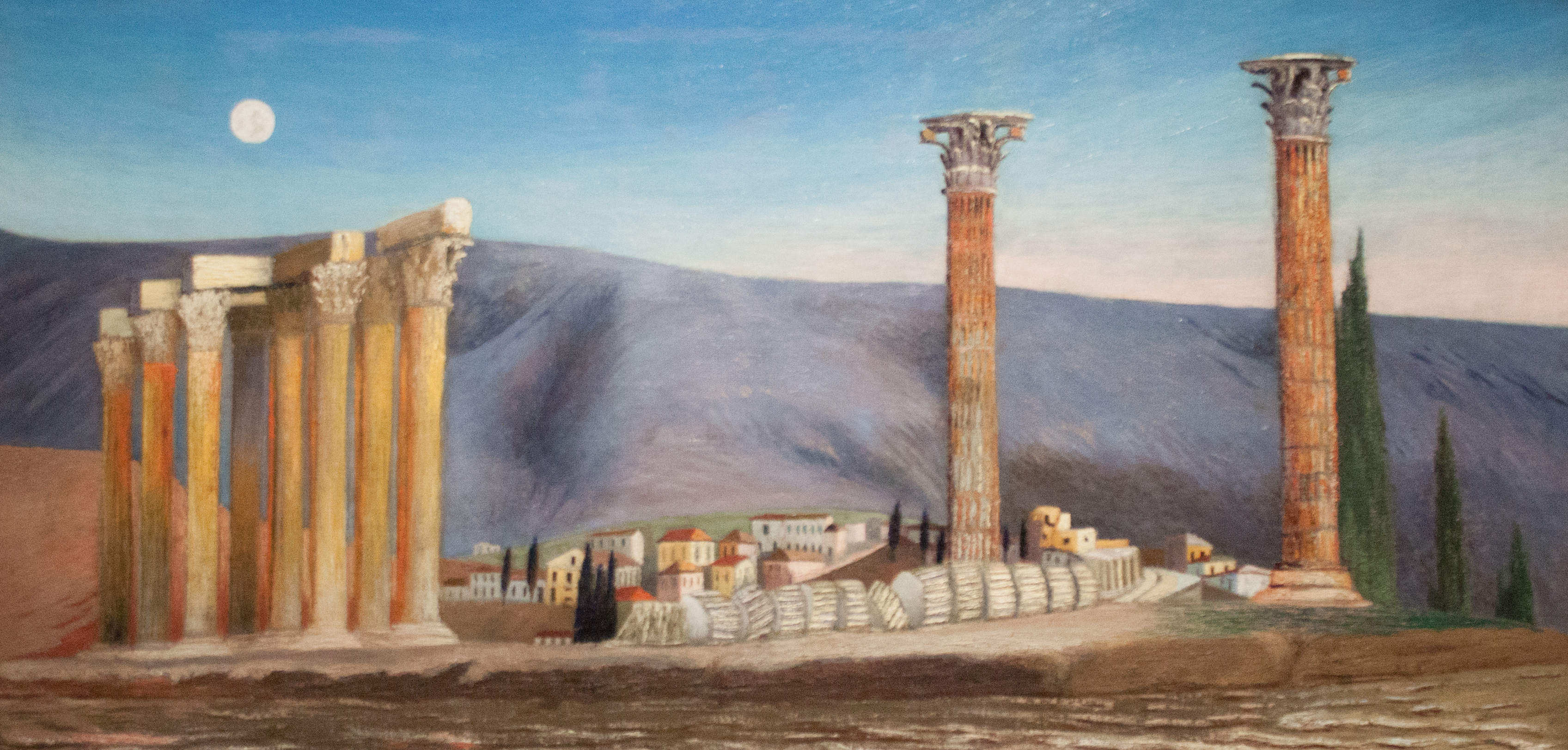
أطلال معبد جوبيتر في أثينا 1904

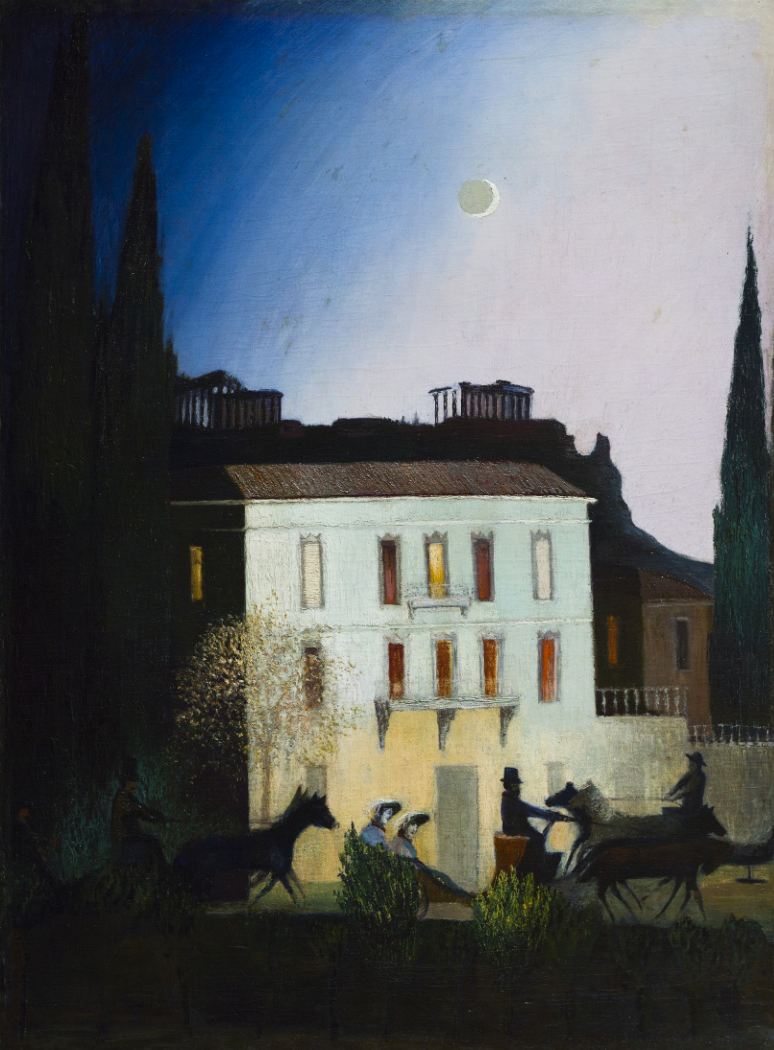
عربة عند القمر الجديد في أثينا 1904

في أواخر تسعينيات القرن التاسع عشر زار دالماتيا وإيطاليا وألمانيا. في عام 1902 رسم عمله "منظر بانسكا ستيافنيكا"، وفي عام 1904 زار مصر وفلسطين وأثينا. يتم الاحتفاظ بذكرى الرحلة في لوحته "عربة عند القمر الجديد في أثينا"، و "أطلال معبد جوبيتر في أثينا". في عام 1904 ، رسم المناظر الطبيعية التي تبلغ مساحتها عدة أمتار مربعة لتارباتاك العظيم في تاترا، بعنوان "أطلال المسرح اليوناني في تاورمينا".

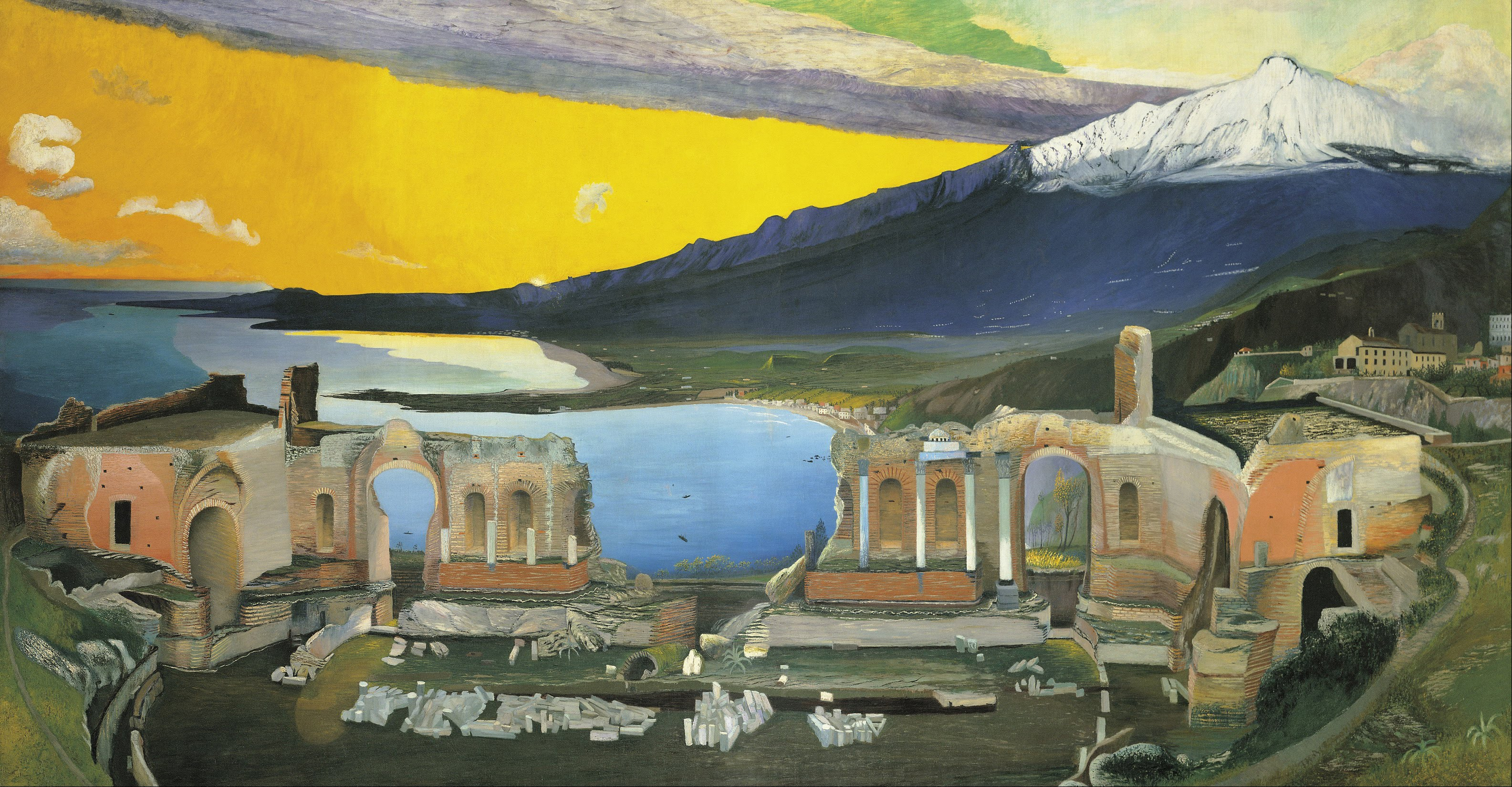
أطلال المسرح اليوناني في تاورمينا 1904 المتحف الوطني المجري

ثم زار فلسطين ومصر مرة أخرى. في عام 1904 ، قام بتأليف تعبيري متعدد الأوجه بعنوان «عند مدخل جدار الشكاوى في القدس»، والذي، وفقًا لبعض النقاد، أظهر بالفعل علامات الفصام الكامن لدى الفنان. ومع ذلك، أثيرت شكوك أيضًا حول مرضه، حيث لم يتم علاج الرسام رسميًا من مرض انفصام الشخصية. استنادًا إلى تقرير تشريح الجثة وأبحاثه الخاصة، على سبيل المثال، توصل الدكتور إندري تشيزيل إلى استنتاج مفاده أن كوسزتكا لم يكن مجنونًا. واتخذ العديد من الاطباء النفسيين نفس الموقف ضد نظرية الجنون في مؤتمر كوسزتكا المئوية.

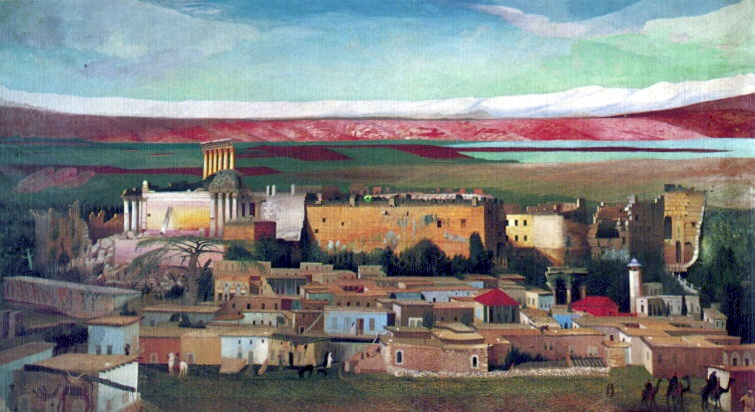
كنيسة الشمس في بعلبك 1906

في عام 1906 رسم أكبر لوحة من أعماله الرئيسية، بعنوان «كنيسة الشمس في بعلبك»،  والتي كتب عنها بول روكينباور (مسافر عالمي مجرية): «ورسمت واحدة من أكبر اللوحات في العالم بأبعادها، وفي حكمها الخاص الذي يجذب المشاهد إلى الداخل، هي أكبر لوحة في العالم. ومع ذلك، فإن هذه الألوان موجودة على سلسلة جبال لبنان الوردية، في مشهد مسحور للشمس وهي تتجه نحو الغسق.» 

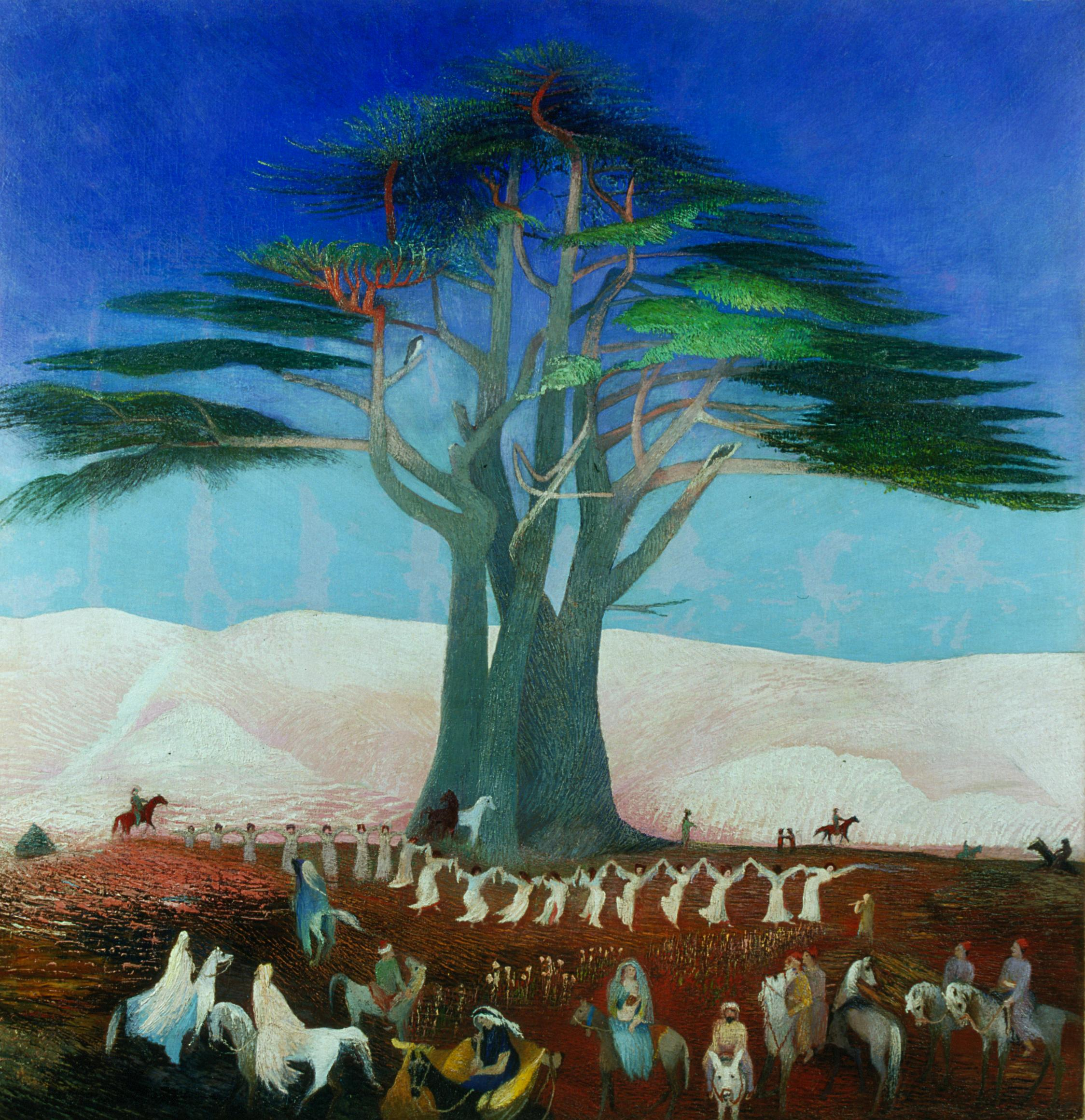
الحج إلى شجرة الأرز في لبنان (1907) المتحف الوطني المجري

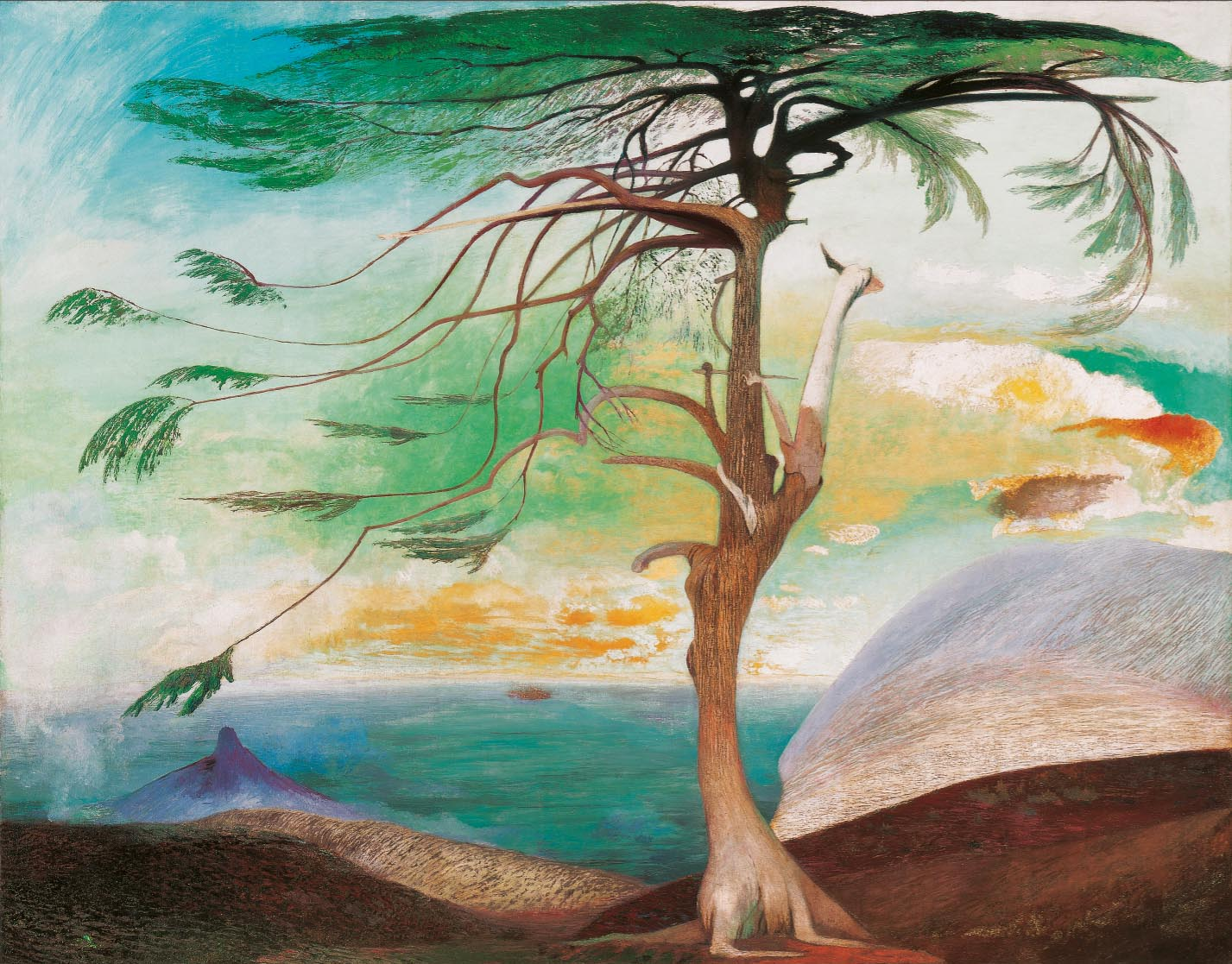
شجرة الأرز الوحيدة 1907

سافر من سوريا إلى باريس ثم مرة أخرى إلى الجبال اللبنانية، وأنتج عملين من أعماله العظيمة، «شجرة الأرز الوحيدة» و«الحج إلى شجرة الأرز» (1907). في عام 1908 كتب كتابه «ينبوع مريم والمعلم المغربي». آخر لوحة مكتملة له، هي «نابولي على الشاطئ»، رُسمت في نابولي عام 1909.
في عام 1910 كان لا يزال يحاول تنظيم معرض أجنبي لأعماله، لكنه لم ينجح. منذ عام 1912 كتب كتاباته وكتيباته الفلسفية. وألقى المحاضرات. حتى وفاته في عام 1919 ، صنع كرتوني كربون إضافيين بمساحة 18 مترًا مربعًا وأكثر. على عكس الافتراضات السابقة، هذه ليست رسومات تخطيطية، لكنها أعمال مكتملة.
من عام 1915 استمرت صحته في التدهور. في عام 1916، كان كوسزتكا حاضراً في تتويجه كارل الأول إمبراطور النمسا ليرسم التتويج، لكن بسبب صحته، لم يستطع النظر فيه، ولا ولم يستطع رسمه. في عام 1917 باع صيدليته. توفي في 20 يونيو 1919  ، في مستشفى نيو سانت جون في بودابست، قبل أسبوعين من عيد ميلاده السادس والستين. ووفقًا لتشخيصه الرسمي، فقد توفي بسبب التهاب الشرايين، رغم أن البعض يقول إنه مات جوعاً. [19] تم دفنه في مقبرة أبودا.

### أسلوبه
لم يكن كوسزتكا ينتمي إلى أي اتجاه معاصر، فقد وصف نفسه بأنه رسام «الشمس المشرقة» بتعبيراته المتعددة الطبقات.
«لا يمكن أن يقتصر فنه على أسلوب معين، فهو يتميز بنفس القدر بالواقعية السحرية، والرمزية، والصوت الأسطوري للسريالي، والتعبيرية، والتشكيل الزخرفي لما بعد الانطباعي، وحل التقسيم، ونضارة المدرسة البدائية جديدة.»

- جيزا لورنسز (ناقد فني) 
من كتابات كوسزتكا، يبدو أنه استخدم أيضًا هذا المصطلح الذي ابتكره بنفسه، وهو «الشمس المشرقة»، كمرادف للهواء، والكلمة بالنسبة له هي المظهر المشترك للضوء والهواء. لقد بحث في مخطط الألوان لأوقات مختلفة من اليوم، وطبيعة الشمس والضوء. ربما يكون كوسزتكا قد تأثر بنظرة جيني كومجي (شاعر مجري) للعالم على أنه كائن حي.

وهكذا، فإن رحلة الشمس لم تعني له ببساطة الطريقة التي تنتقل بها الشمس من الشرق إلى الغروب، ولكن أيضًا الطريقة التي تعطي بها الشمس الطاقة للفضاء من حولها، مما يمنحه هيكلًا. تدل الألوان على شدتها. مثل الانطباعيين، استخدم تجاور الألوان التكميلية، ولكن في بعض الحالات استخدم الألوان الصاخبة لتضخيم الشكل، واستخدم أيضًا سمك طبقة الطلاء للتأكيد على القوة الداخلية للعنصر، وتعزيز مرونته. والنقش. يعكس اللون غير العادي والملفت لأعماله، والذي يُظهر النطاق الكامل للتدرج اللوني، نظريته الخاصة عن الألوان:
«وجد ألوان الشمس: أصفر متوهج، أحمر ملتهب، وردي مؤلم، أزرق مخيف. دائماً ما يكون ضوء الشمس مستعر في عالم كوسزتكا . في» أطلال المسرح اليوناني في تاورمينا «، السماء مشتعلة ومشرقة من ضياء وأشعة الشمس المغيبة. بينما في» أطلال معبد جوبيتر في أثينا «تشرق الأعمدة الستة الضخمة كالشمس نفسها.»

- مقدمة من قبل لاجوس نيميث في كتاب السيرة الذاتية لكوسزتكا.

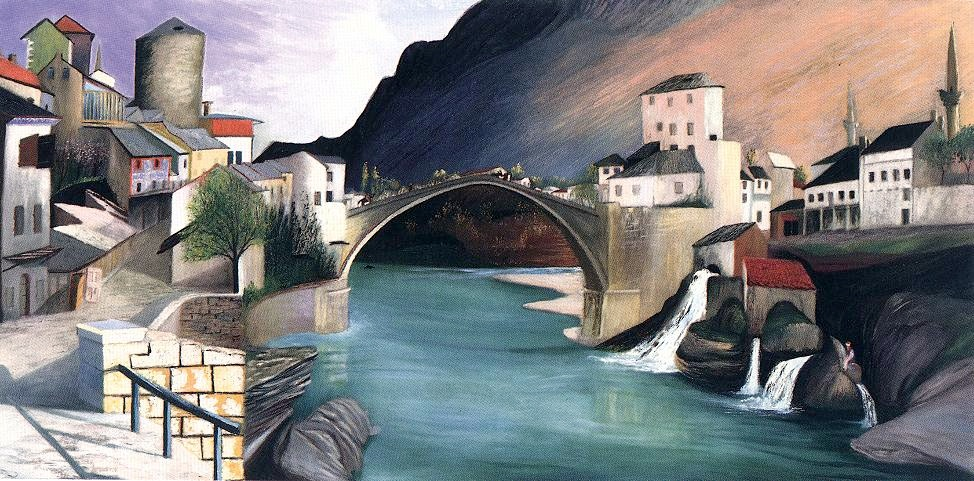
الجسر الروماني في موستار بريشة كوسزتكا ، 1903
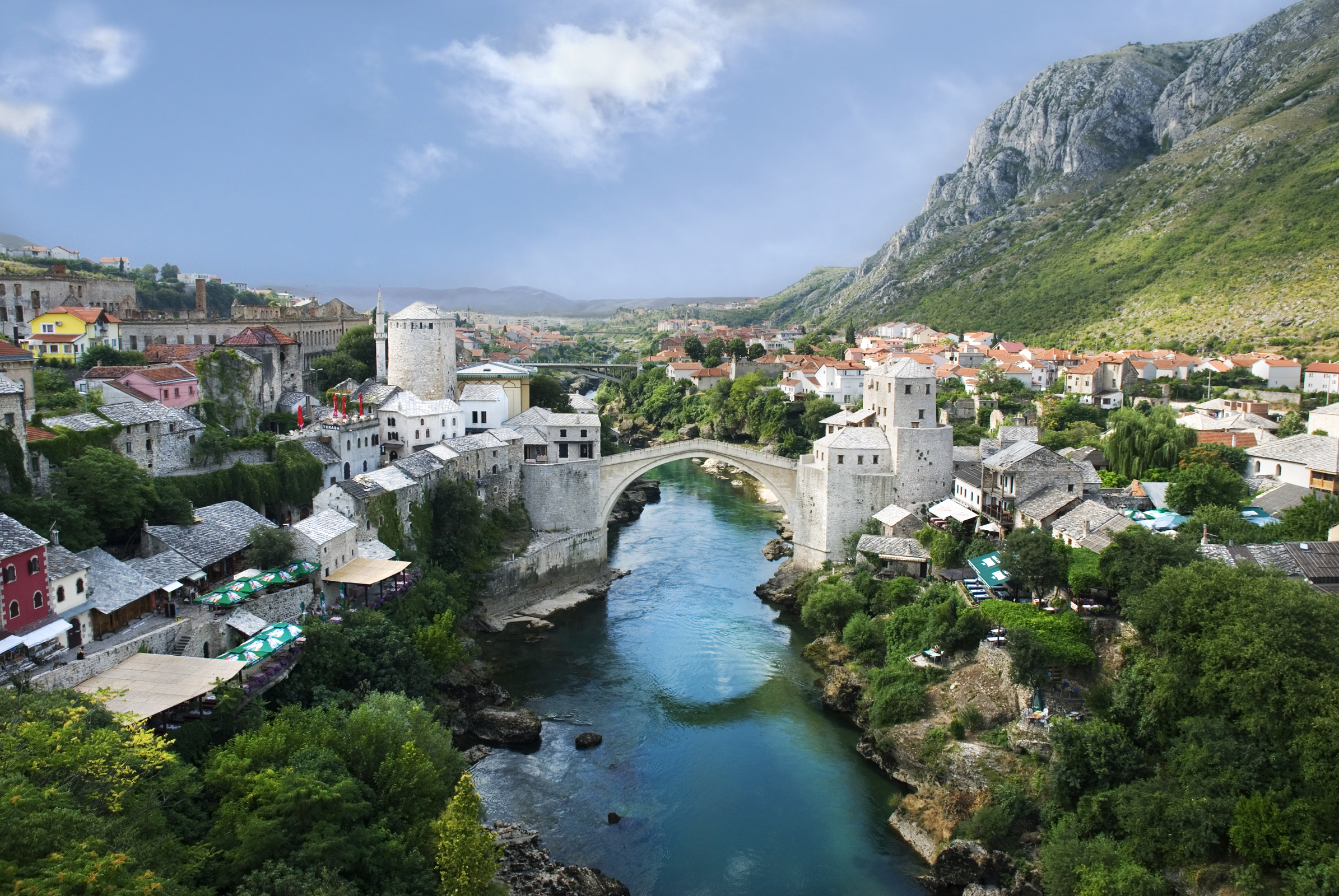
صورة لجسر موستار القديم المعاد بناؤه ، 2007

## استخدام المواد

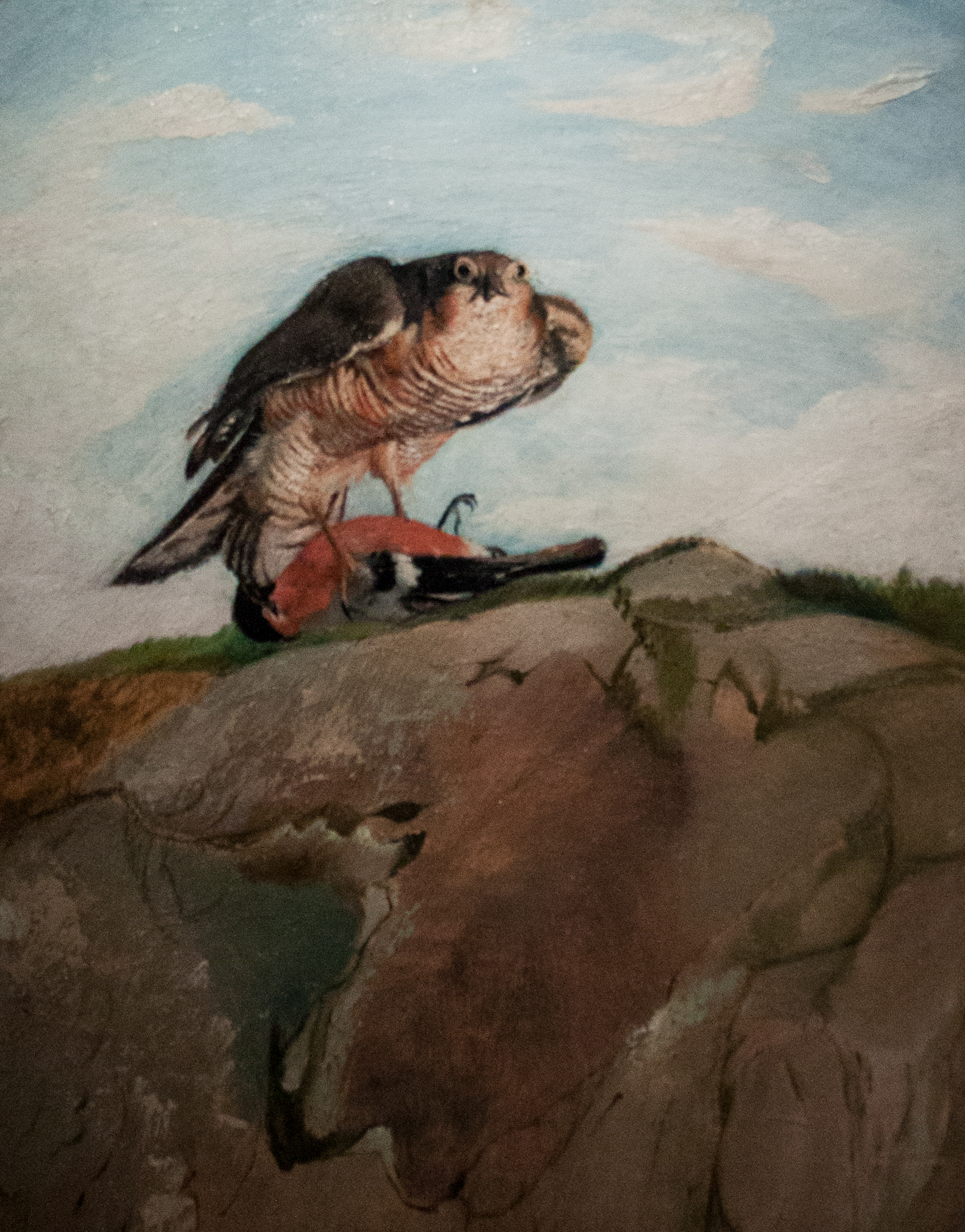
باشق أوراسي يصتاد دغناش 1893

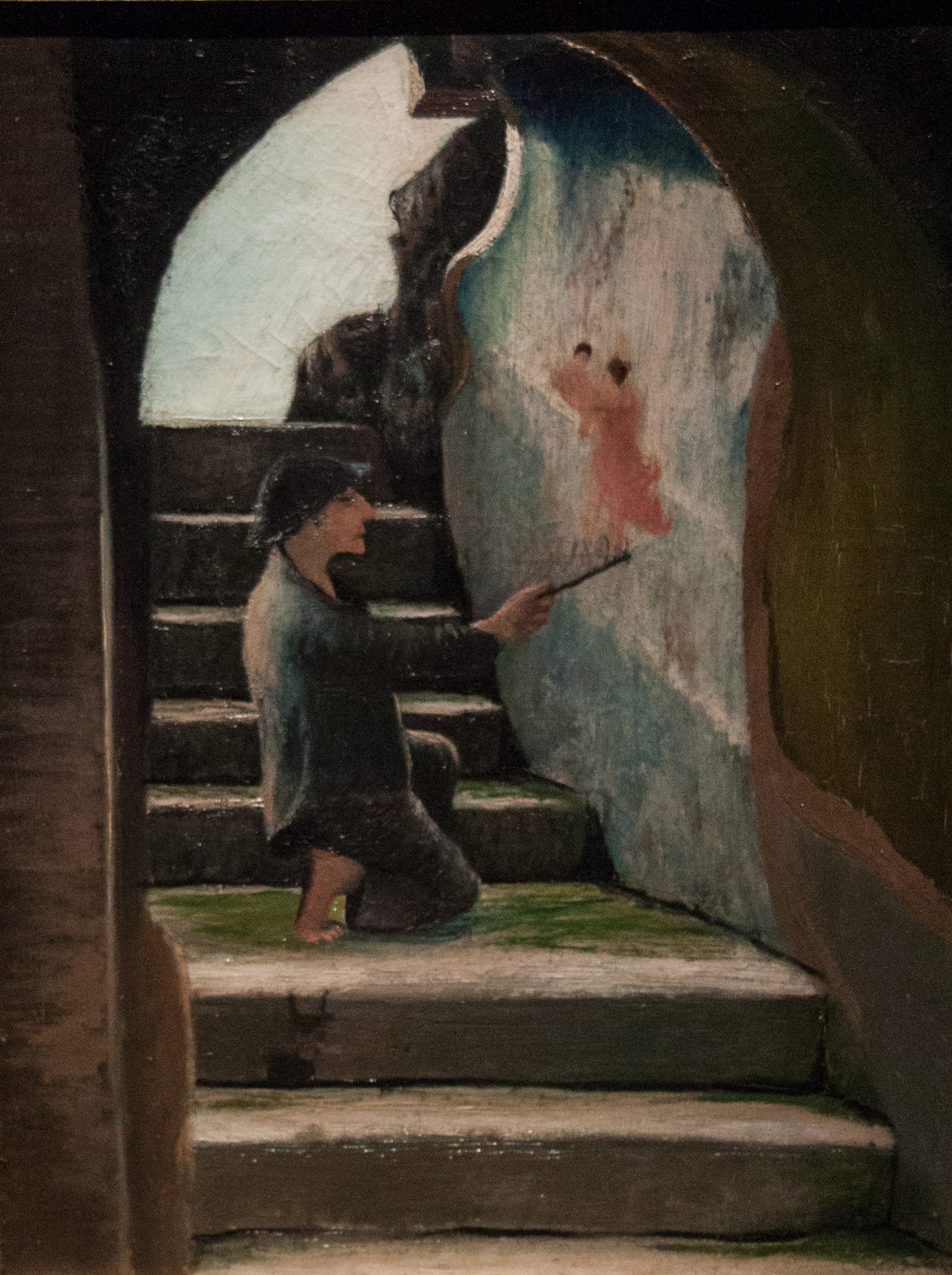
رسام شاب 1896 المتحف الوطني المجري

تم تعريف استخدام كوسزتكا للمواد بشكل خاطئ على أنه طلاء زيتي، على الرغم من وجود انتقادات لفنه منذ عصره، والذي وفقًا له يرسم بالطلاء الممزوج بنفسه، ولكن في حالة عدم وجود اسم دقيق، لا يزال يستخدم حتى اليوم. في الستينيات، بدأ خبراء من المعرض الوطني المجري (بقيادة لاجوس نيميث) بحثين لفحص استخدامه للمواد، لكنهما توقفا. في الختام، توصلوا إلى استنتاج مفاده أن ألوان الشمس المشرقة في لوحات كوسزتكا يمكن أن تكون نوعًا من المواد الخام الحرارية، أي الطلاء الذي لا يحتوي على زيت. استمر رسم الخرائط الإضافية لطلاءاته فقط في بداية القرن الحادي والعشرين بحيث تم فحص رسومات الصور المحفوظة في متحف كوسزتكا لأول مرة بواسطة الرسام المرمم «لاجوس فيلتيتس» باستخدام تقنيات لا تؤثر على اللوحة،  ، أظهر أنه استخدم في الغالب الأصباغ القائمة على الأنيلين لإنشاء أغلب أعماله.

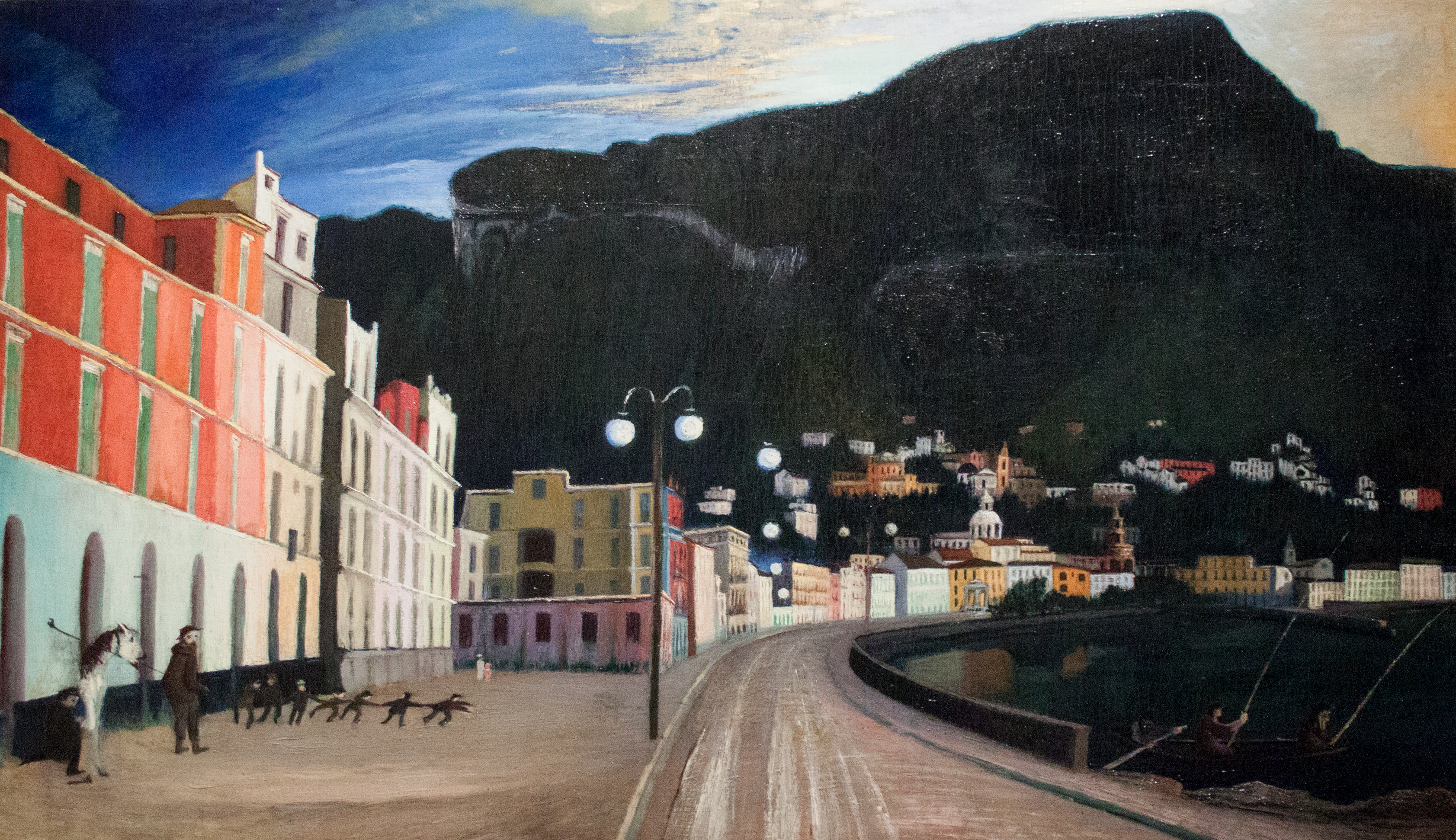
الصيد الليلي في كاستيلاماري 1901

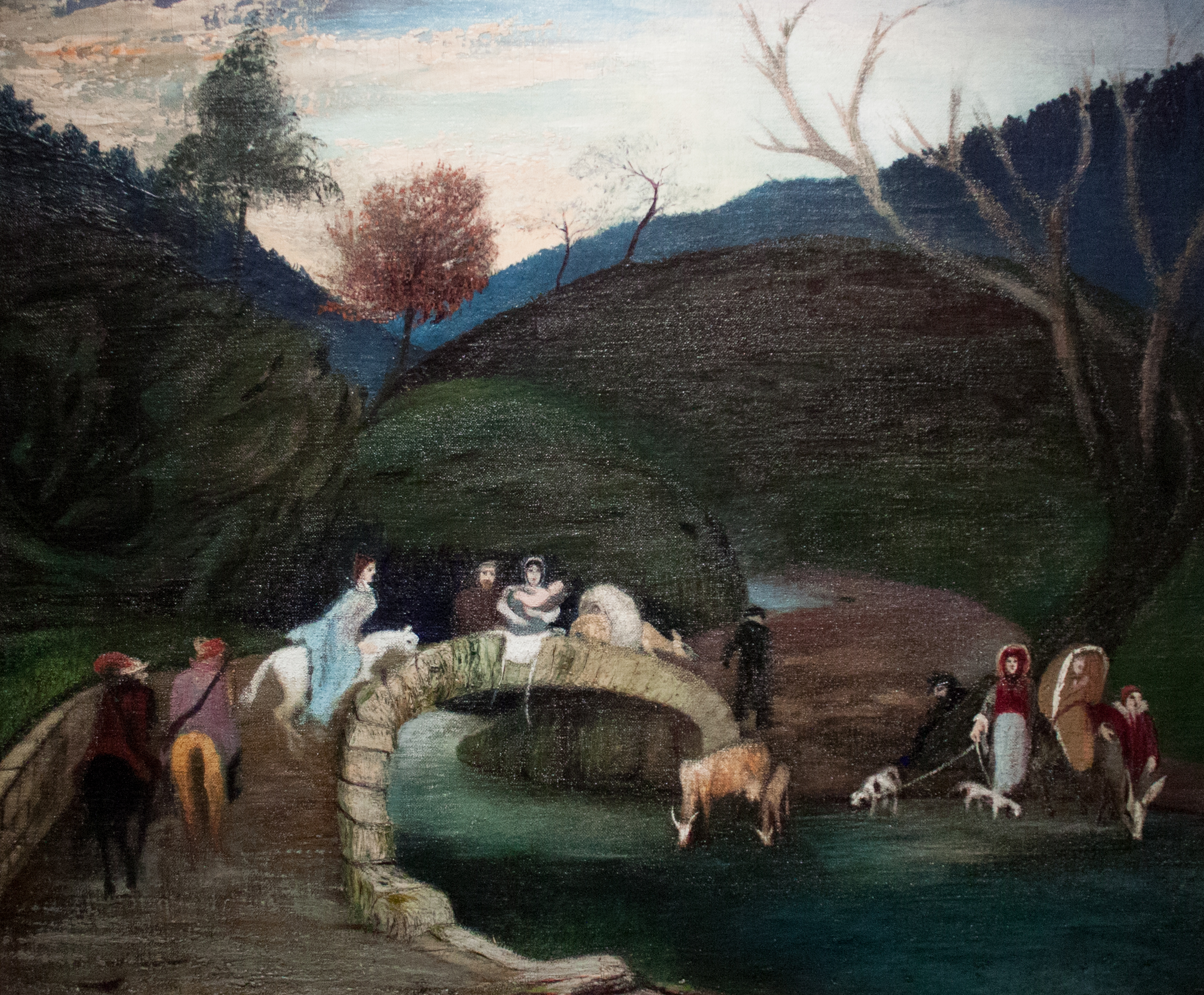
موكب يمر فوق جسر ، 1903

يعد الرسم الخالي من الزيت أحد أهم ميزات فن كوسزتكا. لا يمكن إنشاء مخطط ألوان لوحاته باستخدام الدهانات الزيتية التقليدية بسبب عدم استقرارها وتغميقها وتجفيفها البطيء. إن ثبات ألوان أعماله بسبب الطلاء الخالي من الزيوت والأنيلين مثير للاهتمام أيضًا من وجهة نظر التاريخ الثقافي: قبل البحث لم يكن معروفًا من أين يمكنه الحصول على لوحاته والمواد الخام لطلائه. خلص الباحثون إلى أن كوسزتكا حصل عليها من مصنع أقماش قريب، والذي كان أحد أكبر مصانع النسيج في أوروبا حتى سبعينيات القرن التاسع عشر، مع ممارسة صباغة النسيج على نطاق واسع. بسبب الركود الاقتصادي في ذلك الوقت، أوقف المصنع العديد من منتجاته ومن المفترض أن كوسزتكا، يمكن أن يكون قد أستحوذ على مخزون مسحوق الطلاء غير المستخدم هذا والذي يعتبر مجاني مقارنة بالدهانات الزيتية . لم يكن من الممكن توفير الدهانات الزيتية الأنبوبية المعدة مسبقًا، والتي كانت منتشرة بالفعل في ذلك الوقت، خاصة في حالة لوحاته الضخمة ذات الحجم الجداري. وهكذا ، باستخدام دراساته الصيدلانية ببراعة ، قام هو نفسه بخلط دهاناته ، وخلق لنفسه ظروف الرسم في ظل الظروف المحلية التي يعيش فيها. اكتسب ممارسة الرسم بهذه المادة ولم يستبدلها لاحقًا. على الرغم من أن أسلوب لوحاته ليس موحدًا ، إلا أن استخدام المواد في أعماله هو نفسه في جميع الحالات ، وهو ما يمكن تحديده في أعماله المبكرة وأيضًا في أعماله أللاحقة.
يتكون الخليط الذي يستخدمه بشكل أساسي من مسحوق الطين الأبيض، والذي يخلط معه صبغة النسيج القائمة على الأنيلين، وأصباغ ، والغراء، وزيت التربنتين عالي النقاء والملح والماء. تتمتع هذه العجينة اللاصقة بقوة تلوين جيدة ، ولا تجف بسهولة ، ويمكن استخدامها على الأرجح لعدة أيام. استخدم الخليط السميك لأسطح الطلاء السميكة ، لذلك تم تلوينها أيضًا في موادها. يمكن أن تكون التقنية التي يستخدمها كوسزتكا مشابهة لتقنية الرسم على الجص، ويمكنه تطبيق الخليط على سطح القماش بفرشاة أو سكين. في بعض الأماكن ، تبرز طبقات كثيفة من الطلاء من سطح الصورة كما لو كانت نقوش جبسية. تمت دراسة الاستخدام الخاص للمواد أيضًا من قبل الكيميائي الألماني فيلهلم أوستوالد، الذي كان يبحث عن إمكانيات جديدة للرسم لتعتيم اللوحات الزيتية بمرور الوقت.
يوازي استخدام كوسزتكا المثير للاهتمام للألوان والمواد عالم البطاقات البريدية المعاصرة. قام بخلط الألوان باستخدام الألوان الأساسية الثلاثة (الأصفر والأزرق والأحمر) ووحدتي التباين (الأسود والأبيض) معًا. باستخدام الدهانات النسيجية ، نظرًا لأنها ليست طبقات علوية ، فقد تمكنوا من رسم خريطة للألوان الطيفية لضوء الشمس الأبيض الذي تم تحليله بواسطة موشور، والذي ، جنبًا إلى جنب مع الألوان التكميلية ، يعطي ألوان الشمس ويعيد إنتاج العالم أمام أعيننا.

## أعماله
عدد أعماله صغير مقارنة بغيره من الرسامين ، وعدد لوحاته المشهورة هو 112 وفقًا لبعض المصادر ،  ولكن في أخرى يسرد 125 لوحة.

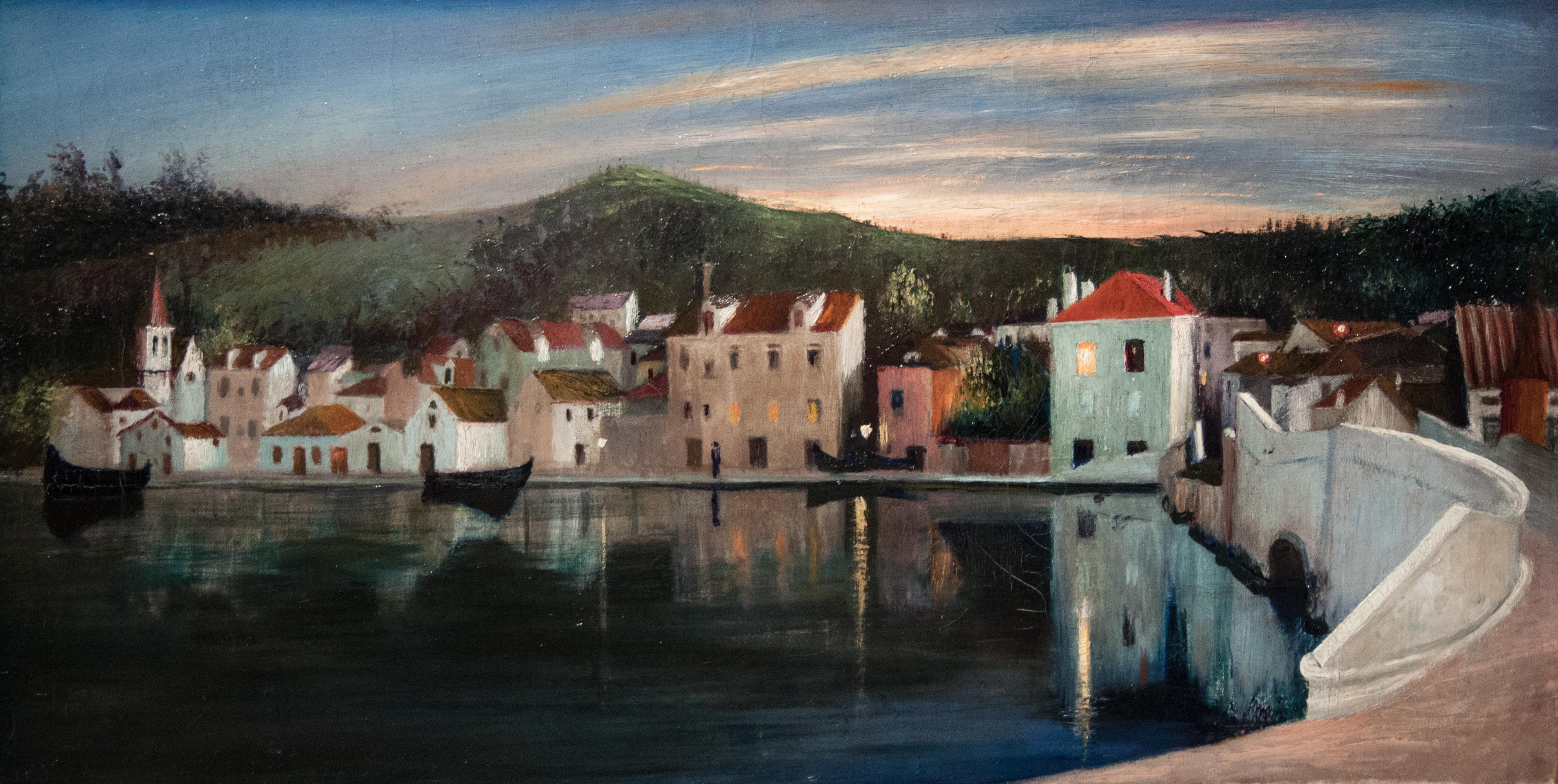
منظر طبيعي تراوي عند غروب الشمس بريشة كوسزتكا 1899

نادرا ما تباع أعماله. في 16 ديسمبر 2012 ، بيعت لوحته «منظر طبيعي تراوي عند غروب الشمس» مقابل 240 مليون فورنت هنغاري. حافظة أللوحة على سجل المزاد الهنغاري منذ ذلك الحين.

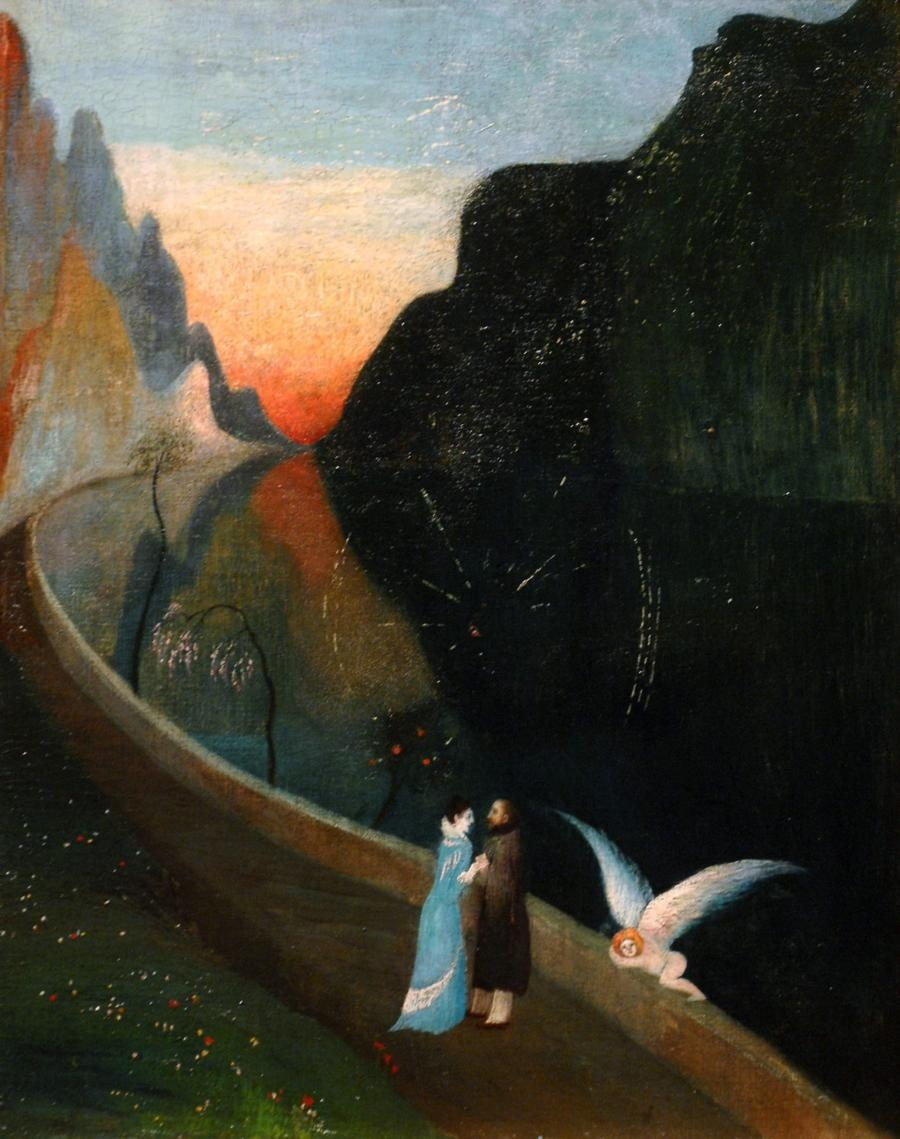
لقاء العشاق بريشة كوسزتكا 1902

قبل ذلك ، في عام 2006 ، تم بيع لوحة «لقاء العشاق» بالمزاد مقابل 230 مليون فورنت هنغاري من قبل غاليري كيسيلباخ ، الحامل السابق لاغلى لوحة هنغارية.

## كتاباته

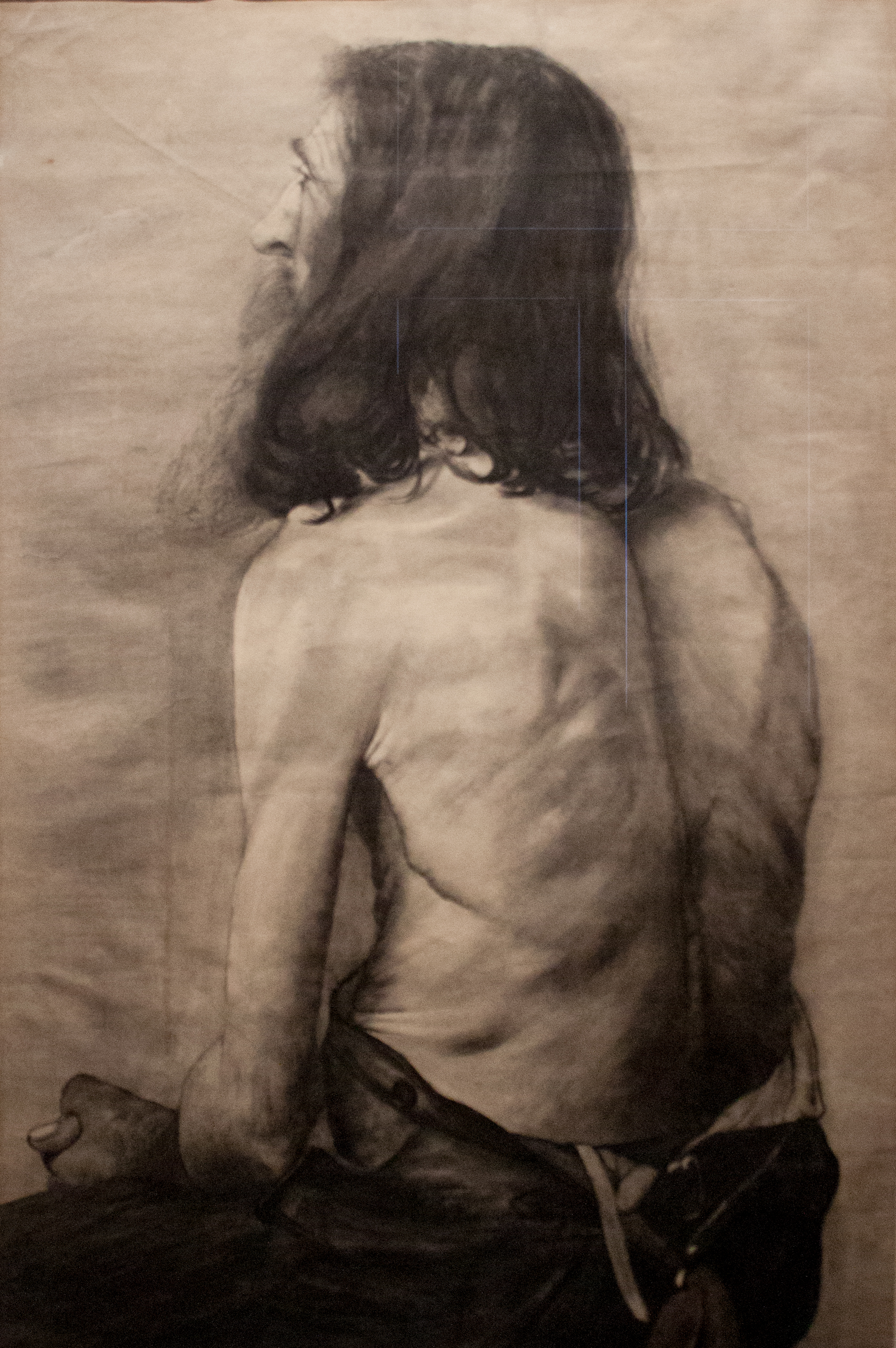
رجل ملتح بريشة كوسزتكا ، 1894

يمكننا التعرف على حياته وأفكاره من كتاباته الذاتية الغريبة المكتوبة ببراعة أدبية (وفي بعض الحالات تكون بإيجاز ووضوح شديد ، وفي حالات أخرى تكون غامضة)، والتي ظهر بعضها أيضًا في 1982. كتب الناقد الفني بولس عن هذه الكتابات:
نحن نحب الأساطير ليس لأنها حقيقية ، ولكن لأنها جميلة. تعتبر كتابات كوسزتكا الغريبة التي لا مثيل لها (مثلما لا تشبه لوحاته أي شخص ولا أحد يشبهه) من بين أجمل قطع النثر الهنغاري - في رأيي - لكن لا يعرفها أحد سوى مؤرخ أو مؤرخان فنيان.
أعماله المكتوبة لها احترام ديني محدد. تكشف عن إنشاء نظام فلسفي فردي للغاية ؛ وبسبب تدهور حالة كوسزتكا العقلية ، يمكن أن تصبح العبقرية والجنون أقل قابلية للفصل بمرور الوقت ؛ ومع ذلك ، فهي تعكس الإنجازات العلمية الجديدة للعصر والتيارات الميتافيزيقية والدينية في ذلك الوقت. أنظمة مماثلة يلعب فيها التوحيد دورًا مهمًا)، ولكن بطريقة وحدة الوجود (تقديس الشمس والنار) مع رفض تام لمبادء للعهد القديم؛ كما تم إنشاء مفاهيم علمية جديدة و «مثيرة» للعصر (الطاقة ، الفيزيولوجيا العصبية) من قبل فنانين معاصرين آخرين ، مثل الشاعر جيني كومجوي. كلاهما ربما تأثر بشدة بالفيلسوف اللاسلطوي الجديد جيني هنريك شميت (فيلسوف مجري).
أهم كتابات كوسزتكا:
- الطاقة والفن. خطأ الرجل المثقف. بودابست ، 1912
- قاذف اللهب. من يستطيع ولا يستطيع أن يكون عبقريا. بودابست ، 1913
- السيرة الذاتية
- الإيجابية
- السلطة

## أخر أيام الفنان

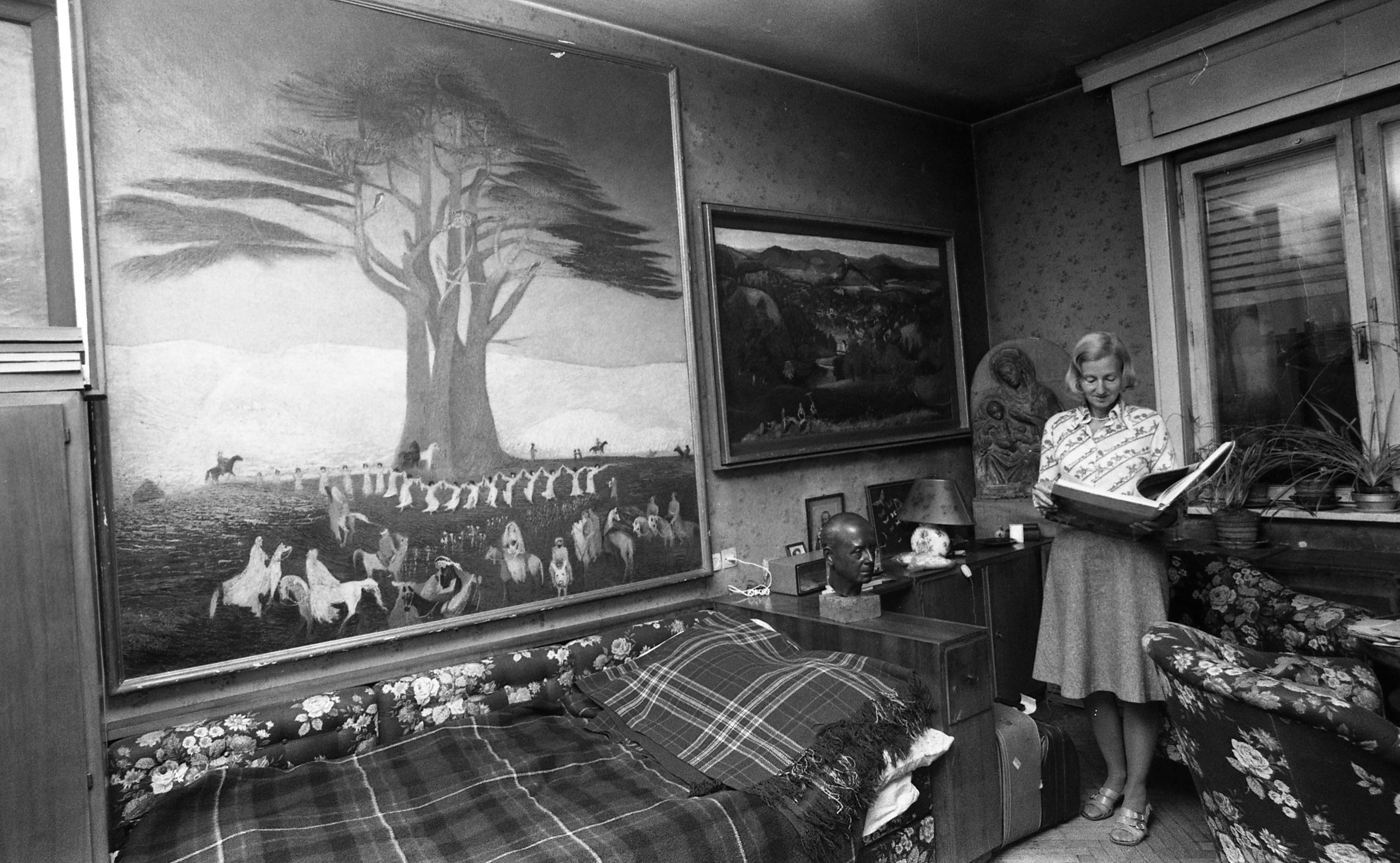
لوحات بواسطة كوسزتكا (1975) في الشقة السابقة للمهندس المعماري جيديون جيرلوتشي في بودابست. 3

في المجر، لم يكن لديه سوى القليل من الاعتراف ، وكان أكثر من الارتباك أو السخرية - على الرغم من أن النقاد الأوروبيين قد اعترفوا بالفعل بقيمة أللوحات التي عرضها في حياته - ربما ساهمت شخصيته الغريبة وطريقته في الحياة في الارتباك. (على سبيل المثال ، وفقًا لكتاباته ، سخر منه لأنه في سنواته الأخيرة كان نظامه الغذائي يتألف بشكل أساسي من الفواكه والخضروات وامتنع عن الكحول والمواد الاصطناعية الأخرى - على الرغم من أن «الحياة والأكل الصحيين» اليوم هما عنصران مركزيان لحياة صحية). كما كان من أشد دعاة السلام.

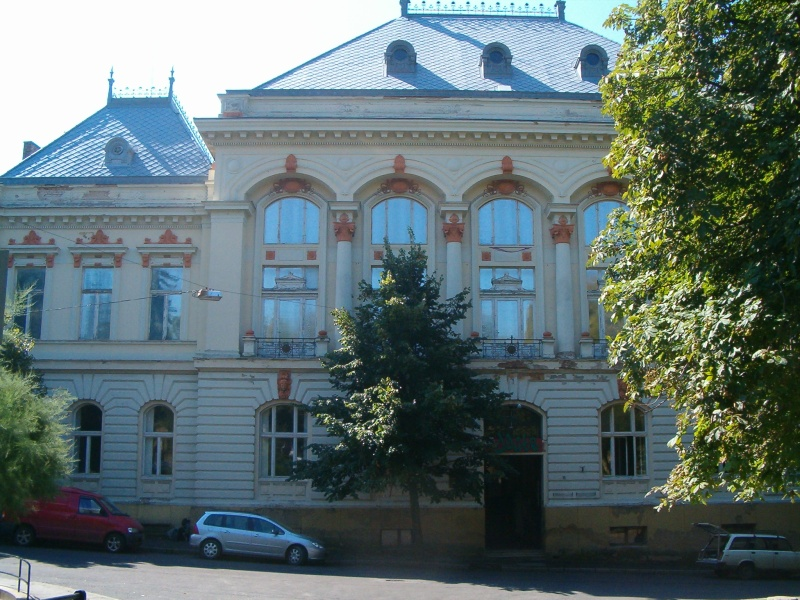
متحف كوسزتكا في بيتش (المجر)

من المؤكد أن لوحاته كانت ستفقد للأجيال القادمة لأن ورثته كانوا يعتزمون بيع اللوحات البلجيكية عالية الجودة بالمزاد للناقلين على أنها قماش مشمع. كان المنقذ للوحات هو المهند المعماري جيديون جيرلوتشي، المهندس المعماري الشاب الذي اشتراها في اللحظة الأخيرة ، في خريف عام 1919. وجدهم عن طريق الخطأ عندما كان يبحث عن استوديو ، عثر بالصدفة (حرفيا) على اللوحات المتشابكة. آنا كوزتكا ، أخت الرسام ، كانت هناك أيضًا ، لذا قبل أسبوع من المزاد لم تحفظ الصور فحسب ، بل احتفظت أيضًا بكمية هائلة من المواد والملاحظات المكتوبة التي يتعين حرقها. تشكل هذه أللوحات وغيرها المخزنة في علية صيدلية جاكسي أساس متحف كوسزتكا الكبير.
تم اكتشاف أهميته حقًا في معرض مجموعته عام 1930. أصبحت لوحاته معروفة على نطاق واسع في المجر منذ معرض كوسزتكا عام 1963.
في عام 1964 ، نشر لاجوس نيميث أول عمل علمي له عن حياته بعنوان تيفادار كوسزتكا تشونتفاري. في وقت لاحق ، تم نشر علم الأمراض من قبل ريزو بيرتوريني كسونتفاري في عام 1966 ، وفي عام 1970 ، نُشر كتاب كوسزتكا الكبير في طبعة ثانية منقحة وموسعة من قبل لاجوس نيميث. نُشر كتا
ب كوسزتكا التذكاري في عام 1976 ، والذي يحتوي على مجموعة غنية من كتابات وأدب كوسزتكا المنشور بالفعل.

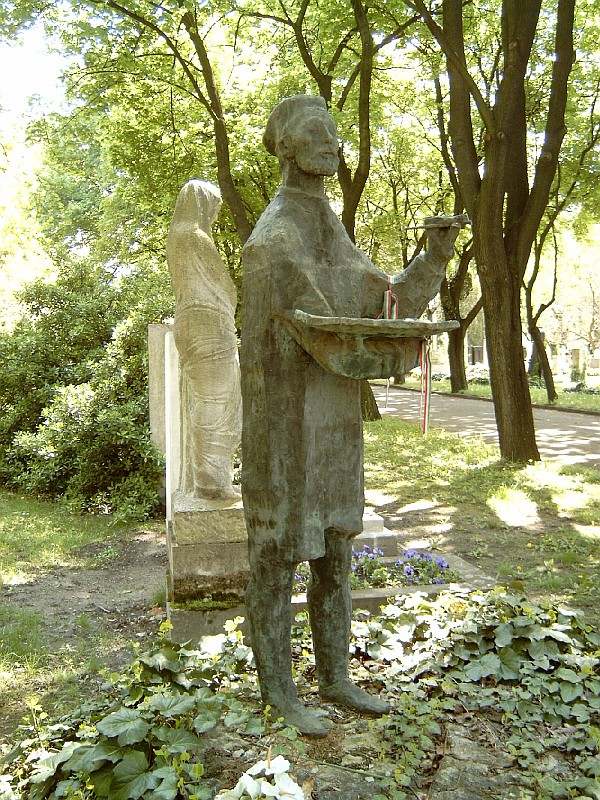
تمثال تذكاري لـ تيفادار كوسزتكا تشونتفاري في بودابست. مقبرة 34 / 2-1-14، من أعمال النحات جين كيريني

كان قبره في مقبرة أوبودا ، واليوم في مقبرة طريق فيومي يوجد تمثال تذكاري تم تشييده في عام 1967:
الخاتمة
رداً على رسالته ، نود إبلاغكم أنه وفقًا لتقرير إدارة مقبرة أوبودا ، تم دفن المتوفى المسمى تيفادار كوسزتكا تشونتفاري في 28 يونيو 1919 ، في القبر رقم XVIII / 476 من. مقبرة أبودا. انتهت فترة الثلاثين عامًا لاستخدام المكان الثامنة عشرة في عام 1953 ، عندما تم الإعلان عن الإخلاء. نظرًا لعدم اتخاذ الأقارب أي إجراء لمغادرة قبر تيفادار كوسزتكا تشونتفاري لمدة ثلاثين عامًا أخرى ، تم وضع الرماد في قبر جماعي ، وتم إخلاؤه أيضًا وفقًا لأنظمة المقابر العامة.
حرر في 21 مارس 1959

مجلس إدارة معهد بودابست الجنائزي

## تواريخ مهمة في حياة الفنان

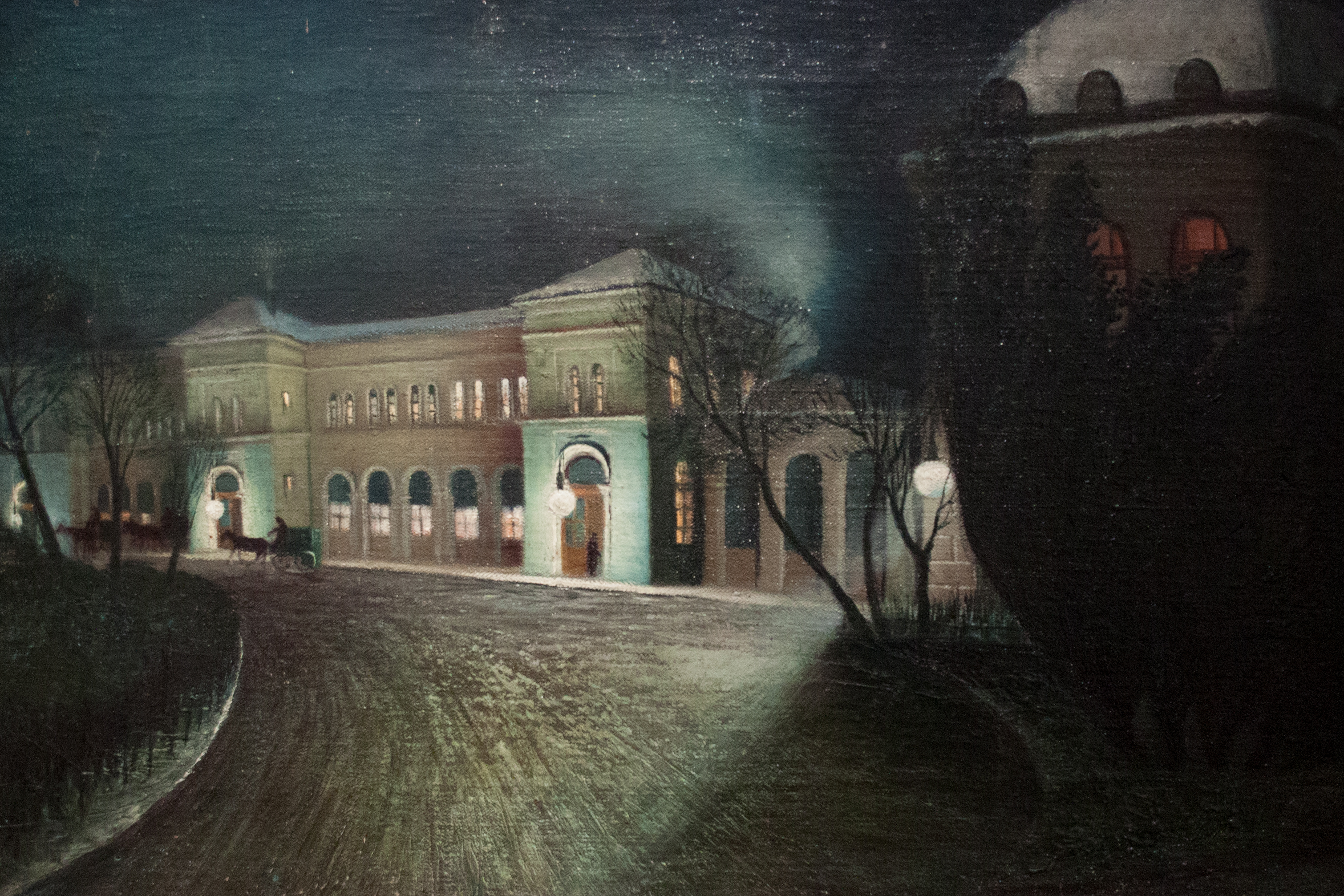
محطة سكة حديد الشرقية ليلاً 1902

ولد في 5 يوليو 1853 في كيسزبين. صيدلي متدرب.
1880 ، اختبر تجربة دعوة صوفية.
1881 ذهب في رحلة دراسية إلى روما للتعرف على مهمته.
1884 كان صيدليًا - وأنشأ استقلاله المالي.
1894 درس من كتيبات مدرسة الرسم لسيمون هولوسي ، ثم في ميونيخ وكارلسروه وباريس.
في السنوات التي تقارب مطلع القرن ، رسم صور للشمس في إيطاليا ودالماسيا.
1904 ، رأى «ألوان الشمس المشرقة» التي كان يبحث عنها في القاهرة.
1905 - معرض في بودابست.
1907 - معرض في باريس رسم لوحة «الحج إلى شجرة الأرز في لبنان».
1908 - تم الانتهاء من لوحة «بئر ماري».
1909 - ربما اكتمل آخر عمل مكتمل له ، بعنوان «المشي على الشاطئ».
1913 - اكتمل كتيب «قاذف اللهب. من يستطيع ولا يستطيع أن يكون عبقريا».
1914 دخل المجريين. عمله (اسكتشات المعركة)
1919 يونيو 20 توفي بسبب التهاب الأوعية الدموية، قبل أسبوعين من عيد ميلاده السادس والستين.
1949 ، عُرضت لوحاته في معرض الرسم المجري المعاصر في متحف الفن الوطني الحديث في باريس.
1958 حققت أعماله نجاحًا كبيرًا في المعرض العالمي لعام في بروكسل.
1963 معرض بلغراد.
1963 ، تم تنظيم معرض لأعماله في سيكشفهيرفار وبودابست.
2011 - معرض لوحات كوسزتكا المقلدة في بيتش.
2015 - معرض أعمال شامل في قلعة بودا ، في مبنى القيادة العليا السابقة في هونفيد.

## ذكراه

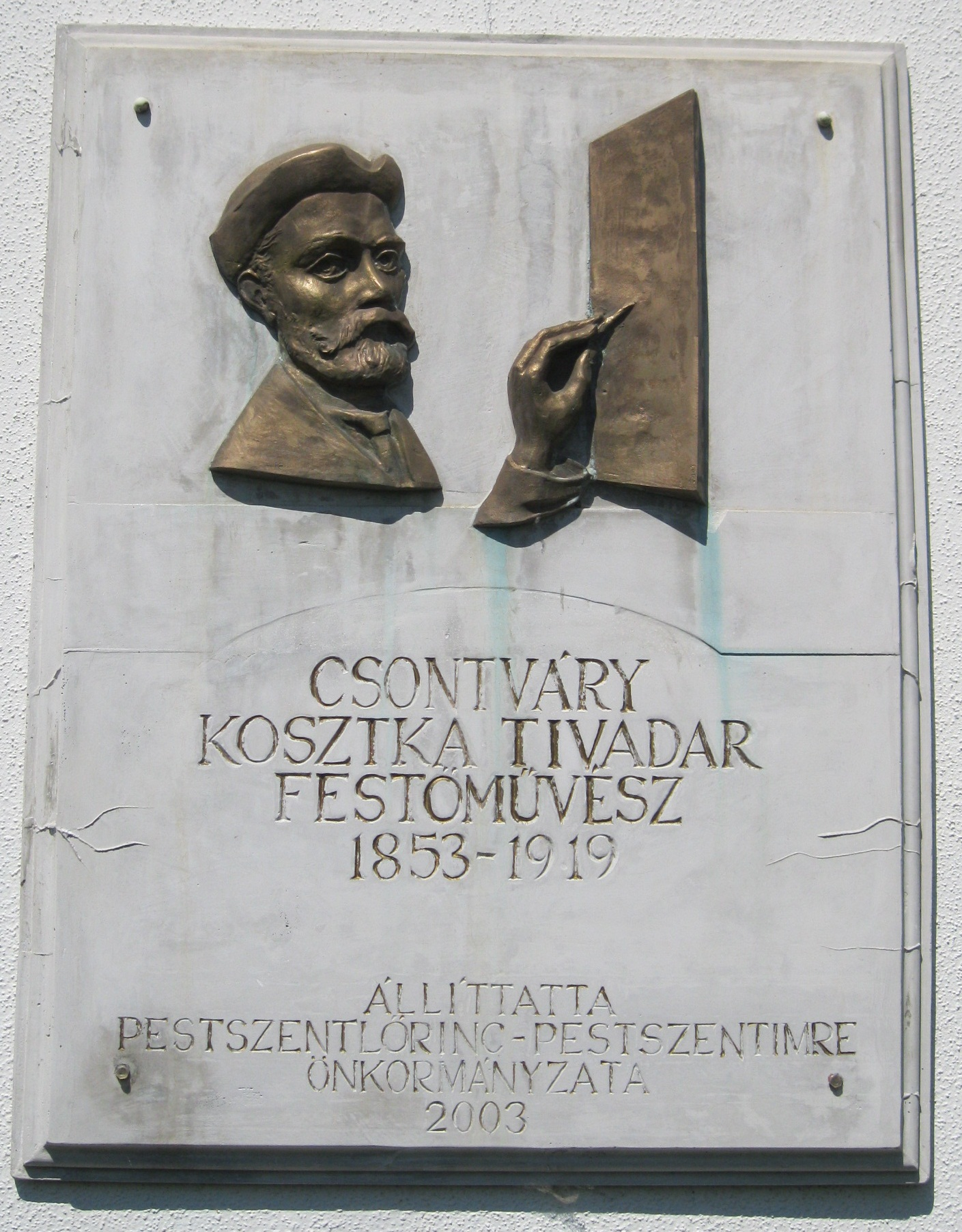
لوحة تذكارية لـ تيفادار كوسزتكا تشونتفاري في منطقة بودابست الثامن عشر ، زقاق كوندور بيلا رقم 10. أقيمت في عام 2003.

لتقديم أعماله ، تأسس متحف كوسزتكا في عام 1973. مقابل المتحف ، تم تشييد عمل النحات جين كيريني في عام 1979 ، وهو نسخة من تمثال كوسزتكا الذي تم وضعه في مقبرة بودابست عام 1953. وشارع بيكسن سمي من بعده. تكريمًا لذكراه ، أصدر ماجيار بوستا طابعًا بريديًا في عام 1967 ، وظهرت صورته الذاتية الشهيرة على الطابع كجزء من سلسلة من اللوحات. في عام 1973 ، تم نشر سلسلة من طوابع كوسزتكا حول لوحاته. في عام 1977 ، كجزء من سلسلة العملات المعدنية ، أصدر الرسامون 25000 قطعة نقدية من تيفادار كوسزتكا تشونتفاري بقيمة 200 فورنت. في عام 1976 ، تم افتتاح اللوحة التذكارية لـ تيفادار كوسزتكا تشونتفاري وجيديون جيرلوتشي في بودا.

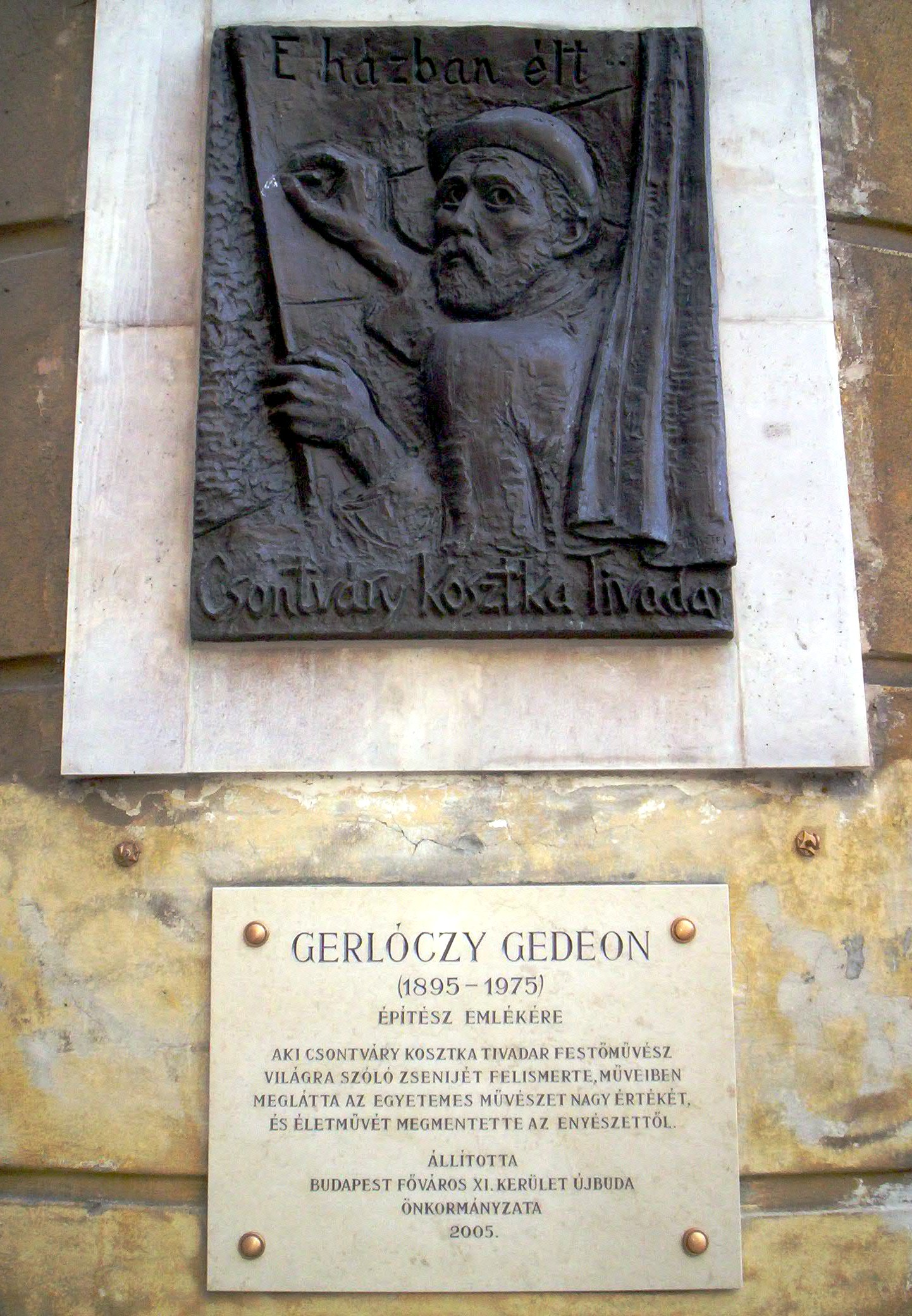
اللوحة التذكارية لتيفادار كوسزتكا كسونتفاري وجيديون جيرلوتشي في بودا.

في عام 2007 ، تم كشف النقاب عن لوحة تذكارية في لبنان بمناسبة زيارة الرسام قبل 100 عام قبل أن يرسم لوحاته الثلاث المشهورة عالميًا ، اثنتان منها على خشب الأرز. في عام 2018 ، تم افتتاح لوحة في مقاطعة تشونغراد على جدار الصيدلية التي كان يعمل بها عام 1883.
في عام 2015 ، بعد عدة سنوات من التحضير ، تم تنظيم معرض أعمال واسع النطاق في قلعة بودا من أعمال كوسزتكا المستعارة من متاحف البلاد وجامعي التحف الخاصين بعنوان "The Lonely Cedar - the Genius of Csontváry". حقق المعرض ، الذي تم التخطيط له لمدة ستة أشهر ، نجاحًا كبيرًا ، فتم تمديده لمدة شهر واحد ، وبذلك استقبل حوالي 100000 زائر.
في عام 2016 ، تم تنظيم معرض بعنوان "Csontváry Pictures in Transylvania"، حيث ألهمت أعمال ميهالي مونكاتسي الـ 47 عملاً وقدمت أول لوحة له.
في عام 2019 ، في الذكرى المئوية لوفاة كوسزتكا ، أقيم يوم تذكاري علمي على شرف الرسام.